# Philippe de Bourgoing La Beaume
Pour les articles homonymes, voir Bourgoing et Baume.

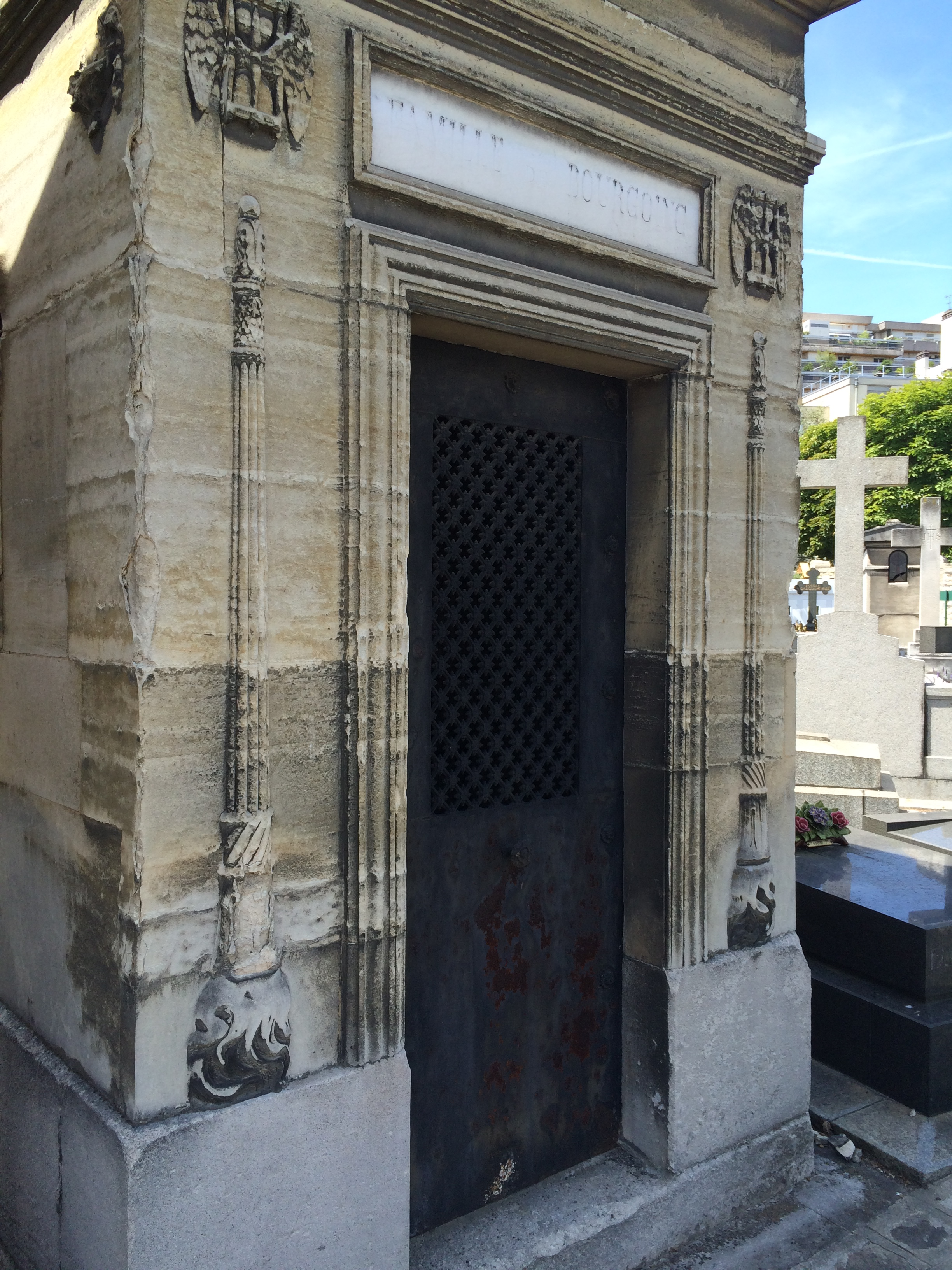
Chapelle de Bourgoing de la Beaume au cimetière ancien de Boulognne-Billancourt (Hauts-de-Seine).

Philippe de Bourgoing de La Beaume, né le 22 octobre 1827 à Nevers et mort le 20 avril 1882 à Paris, est un homme politique français du XIXe siècle.

## Famille

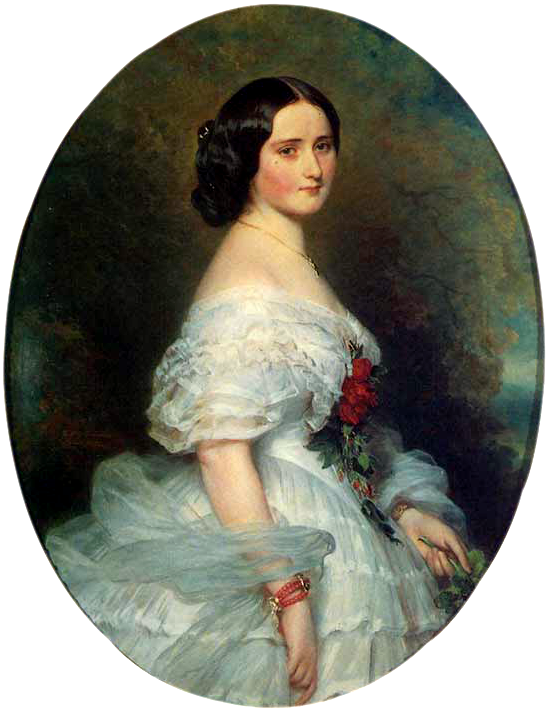
Marie Anna Léonie Dollfuss.

Il est le fils de Pierre-Adolphe de Bourgoing (1797-1879), qui avait été garde du corps de Louis XVIII puis préfet de Seine-et-Marne sous le Second Empire, et de Marie de Faulong.
Il épouse le 15 mai 1856 à Paris Marie Anna Léonie Dollfuss, fille de Mathieu Dollfus, associé de Dollfus Mieg & Cie, et de Salomé Koechlin. Sa femme est la petite-fille de l’industriel alsacien Nicolas Koechlin et sera dame d'honneur de l'Impératrice Eugénie. Le couple aura une fille Inès, filleule de l’Impératrice et femme du Maréchal Lyautey et un fils Pierre Napoléon Mathieu. Ce dernier se marie avec l'actrice de la Comédie-Française Suzanne Reichenberg, le 12 octobre 1900, dans le 17e arrondissement de Paris.
Son oncle Paul-Charles-Amable de Bourgoing (1791-1864) est diplomate, pair de France et sénateur de la Nièvre en 1852.

## Carrière

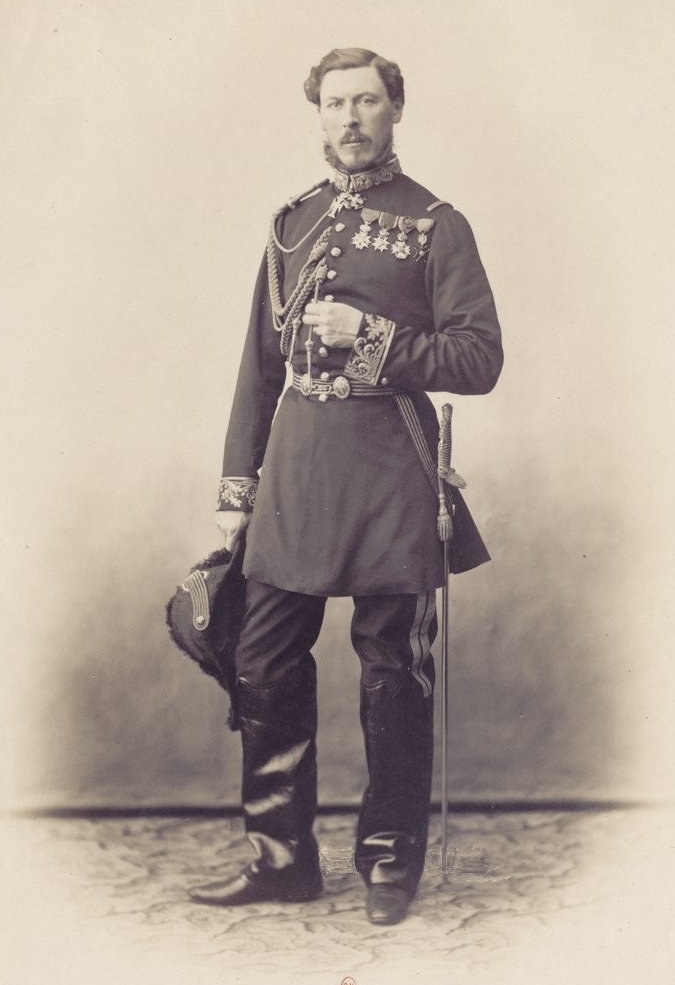
Philippe de Bourgoing, écuyer de l'Empereur.

Il est nommé en 1852 directeur du dépôt d'étalons de Lamballe puis directeur du haras de Charleville. En 1854 il devient écuyer de Napoléon III puis premier inspecteur général des haras.

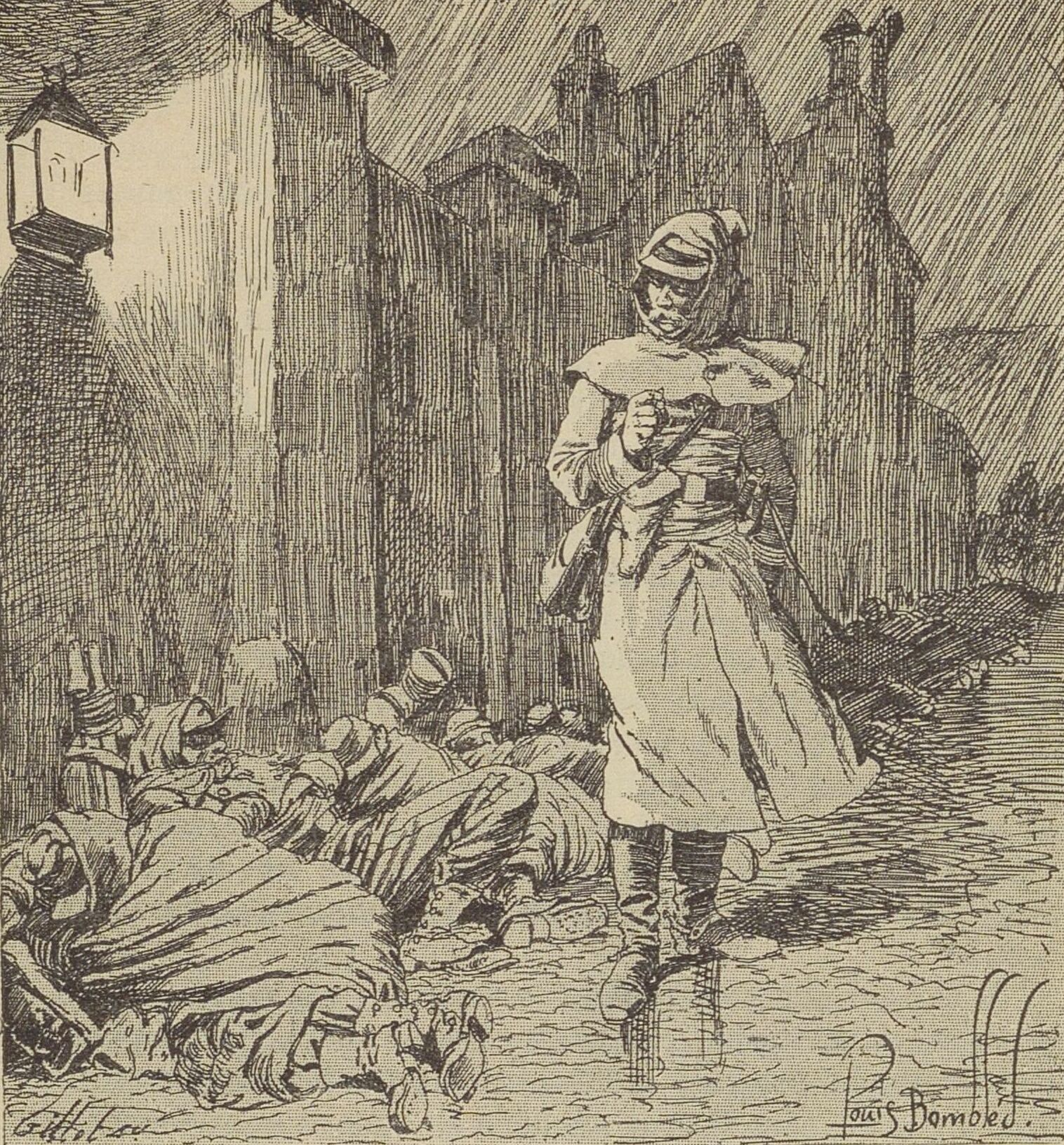
Dessin du lieutenant-colonel de Bourgoing parmi ses hommes endormis à Cerdon (Loiret) lors de la campagne de l'armée de la Loire.

Il est élu le 19 septembre 1868, député au corps législatif pour la 2e circonscription de la Nièvre, réélu le 24 mai 1869 il vote la déclaration de guerre à la Prusse. Il commande comme lieutenant-colonel le 12e régiment de mobiles de la Nièvre, et est nommé commandeur de la Légion d'honneur.
En 1874, il est à nouveau élu mais, fidèle à ses convictions, il rend visite à l’Impératrice Eugénie en exil à Chislehurst. Son élection suscita une enquête parlementaire, la commission étant présidée par Jules Grévy et après diverses péripéties son élection fut annulée.
Il est réélu le 20 février 1876, député de l'arrondissement de Cosne puis le 14 octobre 1877. Son élection étant à nouveau contestée puis invalidée en novembre 1878, il se représente en 1881, est élu et son élection à nouveau invalidée.
Il est inhumé avec son père à l’ancien cimetière de Boulogne-Billancourt.

### Sources et bibliographie
- « Philippe de Bourgoing La Beaume », dans Adolphe Robert et Gaston Cougny, Dictionnaire des parlementaires français, Edgar Bourloton, 1889-1891 [détail de l’édition]